# Ralph Wright
Ralph Wright (17 mai 1908, Grants Pass, Oregon - 30 décembre 1983, Los Osos, Californie) était un animateur, scénariste et acteur américain ayant travaillé au sein des studios Disney connu pour avoir été la voix anglaise du personnage de Bourriquet.

## Filmographie

### Comme animateur
- 1941 : Dingo champion de boxe

### Comme scénariste
- 1942 : Bambi
- 1942 : Saludos Amigos
- 1944 : Les Trois Caballeros
- 1945 : Donald et le Fakir (The Eyes have it)
- 1945 : Donald amoureux
- 1945 : Donald et Dingo marins
- 1946 : Mélodie du Sud
- 1947 : Déboires sans boire (Crazy with the Heat)
- 1951 : Donald et le Cheval (Dude Duck)
- 1951 : Plutopia
- 1951 : Pluto et le Raton laveur
- 1952 : Lambert le lion peureux
- 1952 : Donald et la Sorcière
- 1953 : Peter Pan
- 1953 : La Fontaine de jouvence de Donald
- 1954 : Siam
- 1955 : La Belle et le Clochard
- 1957 : Les Aventures de Perri
- 1959 : La Belle au bois dormant
- 1960 : Mister Magoo (5 épisodes)
- 1961 : The Dick Tracy Show (2 épisodes)
- 1961 : Nomades du Nord (Nikki, Wild Dog of the North)
- 1961 : Dingo fait de la natation
- 1962 : Chat, c'est Paris (Gay Purr-ee)
- 1963 : Snuffy Smith and Barney Google (1 épisode)
- 1963 : Yellowstone Cubs
- 1967 : Le Livre de la jungle
- 1970 : Les Aristochats
- 1977 : Les Aventures de Winnie l'ourson